# JW 메리어트 호텔 서울
JW 메리어트 호텔 서울(영어: JW Marriott Hotel Seoul)은 대한민국 서울특별시 서초구 신반포로 176 (반포동 19-3)에 있는 호텔이다. 2000년 9월 1일에 개장하여 현재는 신세계그룹 계열 신세계센트럴시티가 소유하고 있다. 펜트하우스와 스위트룸을 포함한 총 379개의 객실을 보유하고 있다. 메리어트 인터내셔널(Marriott International) 브랜드 중 럭셔리 브랜드에 속한다.

## 객실
펜트하우스 2개와 스위트룸 32개를 포함해 총 379개의 객실이 있다. 한강과 남산, 화려한 도심 뷰를 대형 통창으로 파노라믹하게 즐길 수 있는 객실(12층 - 33층)은 한국의 전통미와 모던한 인테리어를 가지고 있다. 또한 곡선형으로 침대를 감싸는 베드 헤드와 시몬스의 매트리스 컬렉션 ‘뷰티레스트 블랙’이 사용된 ‘임브레이스 유어 드림 베드(Embrace Your Dream Bed)', 창가 옆에 배치한 대형 '릴렉싱 소파' 등이 구비되어 있다.
호텔 최상층에 위치한 프레지덴셜 펜트하우스와 앰버서더 펜트하우스는 객실 내 전용 엘리베이터가 설치되어 있는 복층 형태로 설계되어 있다.

## 다이닝
레스토랑, 카페, 바는 셰프, 와인 디렉터, 와인 소믈리에, 티 마스터, 식음 전문가들이 서비스를 제공한다.
- 더 마고 그릴 (The Margaux Grill)

더 마고 그릴(The Margaux Grill)은 유럽식 비밀 정원을 연상시키는 이색적인 공간을 지향하여 디자인되었다. 레스토랑 내에는 800여종의 총 4천여병의 와인 보유가 가능한 벽돌 동굴 형태의 대형 와인 셀러가 구비되어 있다.
- 모보 바 (MOBO Bar)

레스토랑 내에 위치한 모보 바(MOBO Bar)에서는 그린 하우스에서 직접 재배한 허브와 100% 홈메이드 재료만을 활용한 시그니처 칵테일을 선보인다. 브랜드 컨설팅을 통해 최고의 바와 바텐더를 배출해 내고 있는 프루프 & 코 (Proof & Co)가 총괄 기획했다.
- 타마유라 (Tamayura)

프리미엄 일식 레스토랑 타마유라(Tamayura)는 재료 본질의 맛과 일본 정통을 그대로 느낄 수 있는 가이세키 요리 및 도쿄 지역 전통에 따른 에도마에 스시, 데판야키를 제공한다. 또한 티 스페셜리스트가 선별한 프리미엄 티와 셰프가 직접 만든 수제 화과자, 일본 전통 다도를 경험할 수 있는 티 바(Tea Bar)도 함께 마련되어 있다. 7개의 별실과 스시 카운터, 데판야키 스테이션, 티 바 등 모든 식사 공간이 프라이빗하게 식사를 즐길 수 있도록 세심하게 디자인되어 있다.
- 플레이버즈 (Flavors)

세계 각국의 다채로운 요리를 맛볼 수 있는 올데이 다이닝 뷔페 레스토랑 플레이버즈(Flavors)는 마스터 셰프들의 라이브 요리 시연을 대폭 강화하였으며, 한식과 양식, 중식, 일식을 비롯하여 동남아, 중동, 남미 등 세계 각지의 이국적인 맛과 향이 가득한 다양한 메뉴들을 고객의 취향에 따라 즉석 맞춤 메뉴로 제공한다.
- 파티세리 (Patisserie)

뷔페 레스토랑 플레이버즈 입구에 위치한 부티크 스타일의 파티세리(Patisserie)에서는 프렌치 스타일의 최고급 페이스트리와 케이크, 초콜릿, 다양한 디저트들을 즐길 수 있다.
- 카페 원 (Cafe One)

프리미엄 캐주얼 다이닝 카페 카페 원(Cafe One)에서는 신선한 샐러드, 파스타, 파니니, 이탈리안 감성의 페이스트리와 디저트를 비롯해 전문 바리스타가 독창적으로 제조한 다양한 커피 및 스페셜티 음료들도 만나볼 수 있다.
- 더 라운지 (The Lounge)

리셉션 로비에 위치한 더 라운지(The Lounge)에서는 최상급 재료들로 기획한 독창적인 딤섬을 비롯해 다양한 종류의 컴포트 푸드, 시즌별 테마로 준비되는 애프터눈 티 세트와 디저트, 스낵과 음료들을 제공한다.

## 피트니스
마르퀴스 피트니스 클럽(Marquis Fitness Club)’은 지하 2층부터 4층까지 총 3개층, 면적 1만 4212㎡ (4,300평)의 초대형 규모를 자랑하며, 체련장에는 350여개의 최신 전문 운동 장비와 85m 길이의 조깅 트랙이 구비되어 있다. 그 외에도 25미터 6개 레인의 대형 수영장, 유아풀, 자쿠지, 스쿠버 다이빙 풀, 스크린 골프장, 농구장, 스쿼시장, 다목적 운동실 등 다양한 시설들이 완비되어 있으며, 요가, 필라테스, 스트레칭, 명상, 건강 관리 클래스 등 다양한 맞춤형 웰니스 프로그램도 즐길 수 있다. 신선한 재료로 전용 키친에서 조리한 다양한 한식 요리와 건강 메뉴, 헬시 주스와 건강차 등의 웰빙 음료를 즐길 수 있는 레스토랑도 마련되어 있다. 또한, 초미세먼지까지 필터링 가능한 특수필터가 적용된 산소 발생기와 환기 자동화 시스템 등을 전 공간에 설치되어있어 깨끗한 공기와 유해 환경으로부터 보호되는 청정 공간이다.

## 미팅 & 웨딩

###### 미팅
3층 및 5층에 위치한 6개의 살롱과 1개의 그랜드 볼룸에서는 최고급 연회 서비스와 함께 다양한 규모의 컨퍼런스, 세미나, 연회 및 비즈니스 미팅을 즐길 수 있다.

###### 웨딩
7m의 높은 천고에 21m의 긴 버진로드를 갖춘 웅장한 분위기의 그랜드 볼룸은 5층 내 단독 홀로 준비되어 있다. 3층에 위치한 6개의 살롱은 소규모 결혼식 또는 애프터 파티 등을 개최하기에 적합하다. 메리어트 인터내셔널의 공증 자격서를 보유한 웨딩 전문가와 세심한 상담을 통해 테커레이션, 맞춤형 메뉴, 컨셉별 음악 및 라이브 연주, 테마에 맞춘 향 분사, 차별화된 촉감을 제공하는 웨딩 및 소품까지 원하는 테마에 맞춰 진행이 가능하다.

## 위치
비즈니스, 쇼핑, 엔터테인먼트 등의 멀티 컴플렉스를 갖추고 3, 7, 9호선이 지나는 강남 중심부 고속터미널역에 위치한다.

## 갤러리

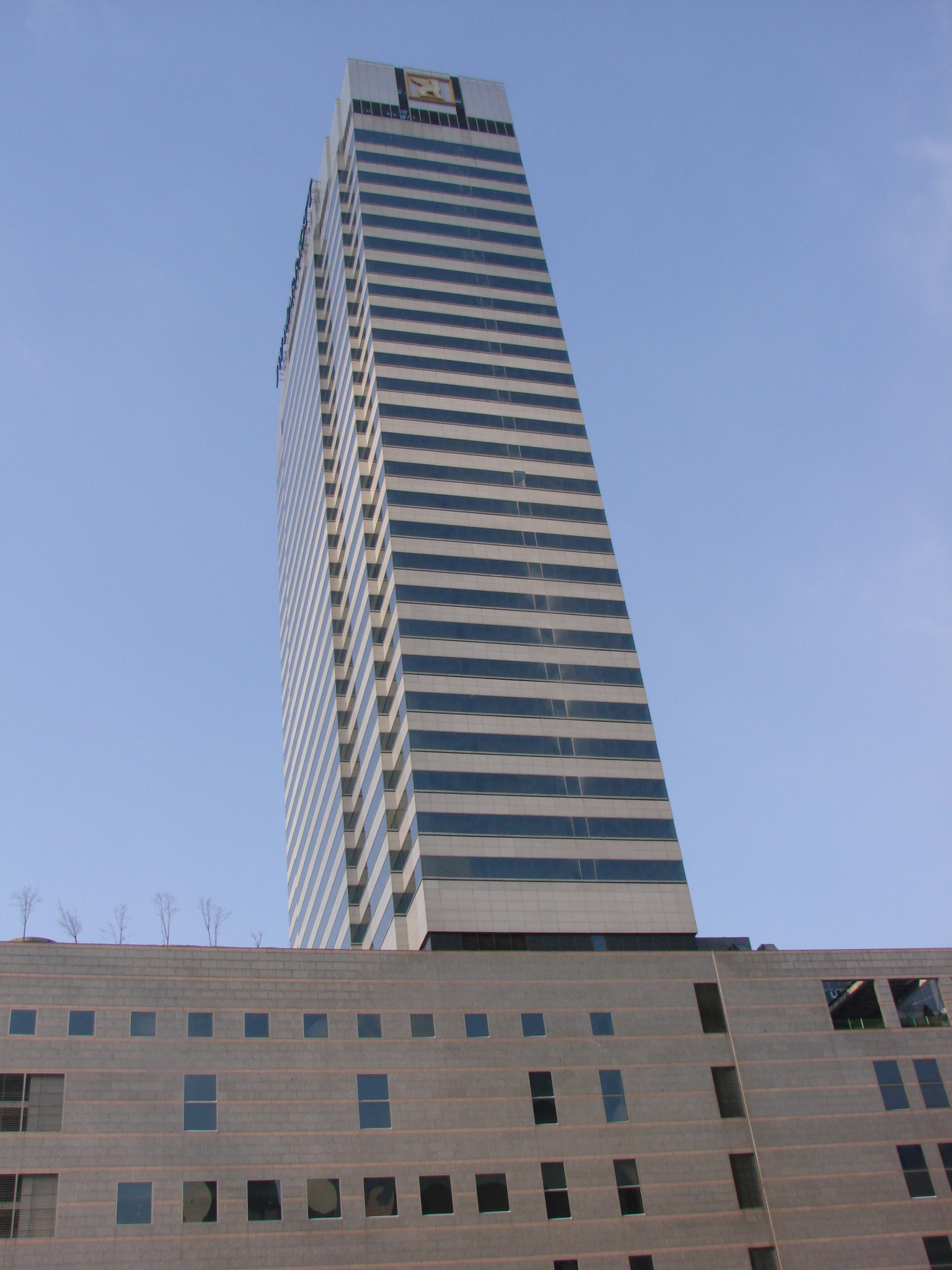
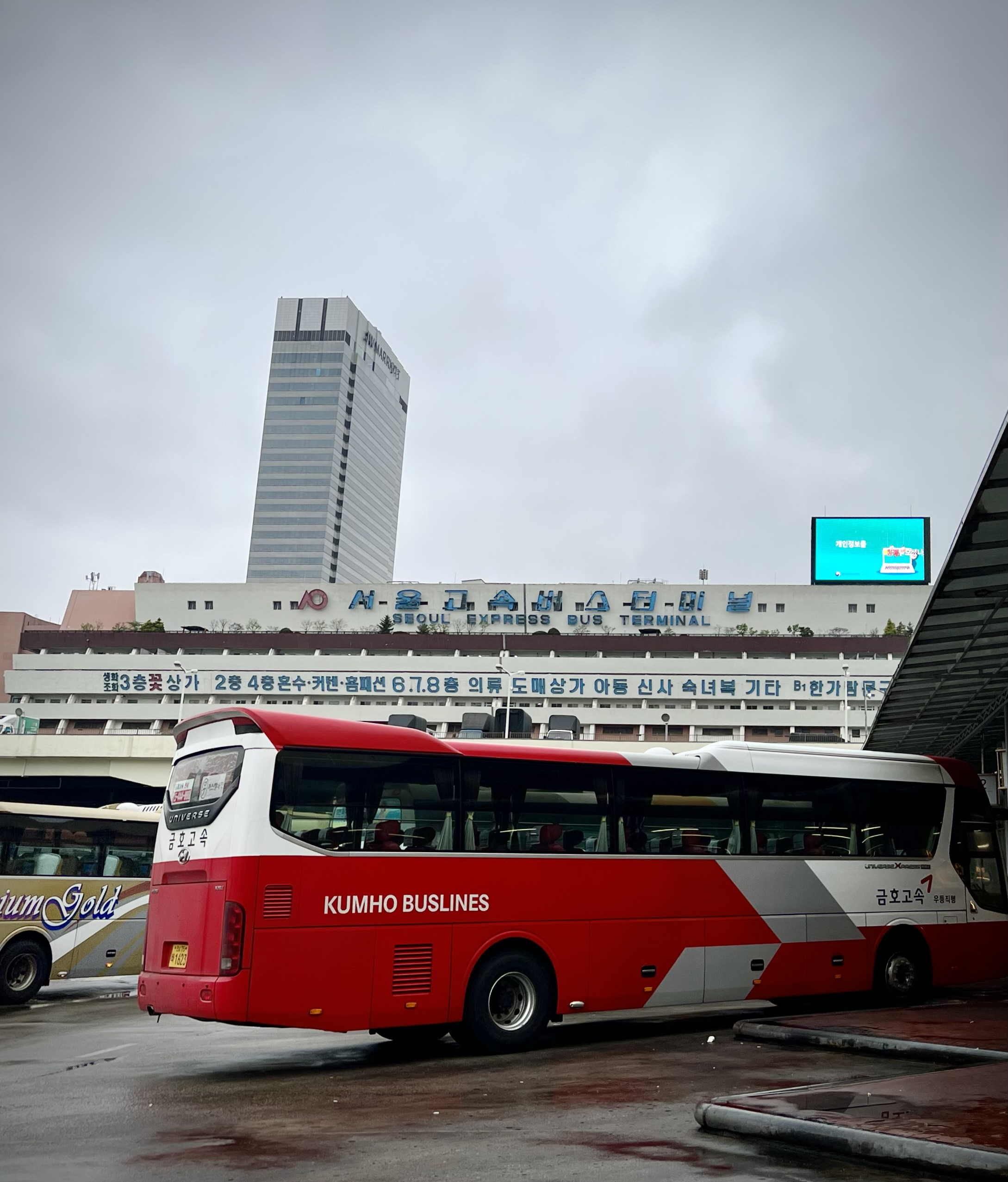
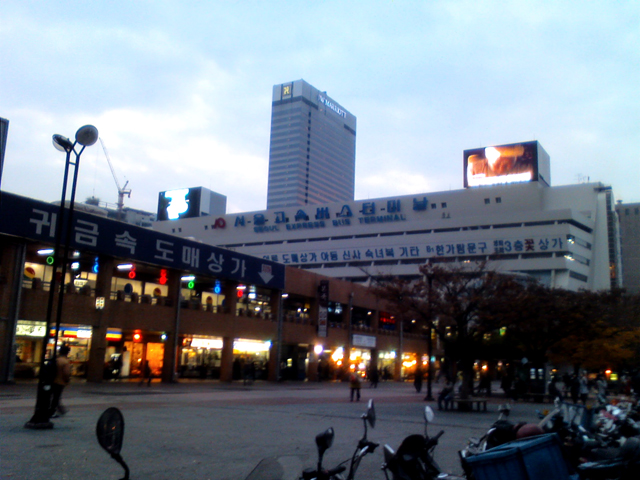

## 같이 보기
- 대한민국의 호텔 목록